# Racheengel – Ein eiskalter Plan
Racheengel – Ein eiskalter Plan ist ein deutscher Fernsehfilm aus dem Jahr 2010 von Regisseur Tim Trageser.

## Handlung
Lübeck im Winter: Der Roomservice eines Luxushotels findet einen toten Gast in der Badewanne. Die Kommissarin Tina Campenhausen, verheiratet, eine Tochter, beginnt zu ermitteln.
Sie kennt den Toten: Es ist der ehemalige Heimleiter eines Erziehungsheims Kurt von Brederstein. Campenhausen ist als Kind in diesem Heim aufgewachsen und von Brederstein hatte die ihm anvertrauten Kinder vergewaltigt und sexuell genötigt. Gegenüber ihren Kollegen verschweigt Tina, dass sie von Brederstein kennt.
Plötzlich taucht ihre Schwester Jenny auf. Tina und Jenny haben sich seit ihrer Kindheit nicht mehr gesehen. Tina wird bewusst, dass Jenny, die ebenfalls in dem Heim aufwuchs und missbraucht wurde, von Brederstein aus Rache ermordet hat und sie steht vor einem Gewissenskonflikt. Jenny zieht bei Tina ein und gewinnt die Tochter und den Ehemann Tinas für sich. Mit dem jungen Kommissar Chris, Tinas Kollegen, beginnt die attraktive Frau eine Affäre. Tina hat das Gefühl, die Kontrolle zu verlieren. Sie hilft Jenny bei der Spurenbeseitigung. Als Chris langsam dahinterkommt, dass Jenny und Tina etwas mit dem Mord zu tun gehabt haben können, wird er von Jenny ermordet. Jenny lenkt den Verdacht auf ihre Schwester, denn Teil ihres Racheplans ist es, das Leben ihrer Schwester zu zerstören. Sie gibt ihr eine erhebliche Mitschuld an dem erlittenen Leid im Kinderheim, da sie das Gefühl hatte, von ihrer Schwester im Stich gelassen worden zu sein. Als Tina wegen Mordverdachts festgenommen wird, schlägt Jenny Tinas Mann nieder und entführt die Tochter. Tina, setzt alles auf eine Karte: Sie überwältigt ihren Chef und verfolgt ihre Schwester. In einem Containerhafen befreit sie die Tochter und stellt ihre Schwester, die kampflos aufgibt und in den Armen ihrer Schwester psychisch zusammenbricht.

## Kritiken
Die Kritik in der Prisma warf dem Film vor bemüht und konstruiert zu sein, die Schauspieler spielten gut, jedoch sei das Drehbuch vorhersehbar.

„Jedenfalls ist dieser Thriller ein gelungener Film über verdrängte Schuld und unbewältigte Vergangenheit.“